# Gerret Willem Christiaan van Dort Kroon
Gerret Willem Christiaan van Dort Kroon (Den Haag, 8 augustus 1828 - Breda, 31 oktober 1903) was een Nederlandse burgemeester.

## Leven en werk
Van Dort Kroon werd in 1828 te 's-Gravenhage geboren als zoon van de apotheker Willem Christiaan van Dort en van Diena Adriana Kroon. Bij Koninklijk Besluit van 22 juli 1843 werd hem toestemming verleend om de geslachtsnaam Kroon van zijn moeder toe te voegen aan zijn naam. Van Dort Kroon studeerde voor notaris. In 1854 werd hij benoemd als secretaris van de gemeenten Noord- en Zuid-Waddinxveen. In 1860 volgde hij Arie van Oosten op, die meer dan 40 jaar burgemeester van Waddinxveen was geweest. In 1864 werd hij ook benoemd tot burgemeester van de gemeente Broek, Thuil en 't Weegje. In 1870 werden Noord- en Zuid-Waddinxveen en een deel van de gemeente Broek c.a. samengevoegd tot de nieuwe gemeente Waddinxveen. Van Dort Kroon werd de eerste burgemeester van deze nieuwe gemeente. In het totaal vervulde hij meer dan 25 jaar het burgemeestersambt in Waddinxveen. Hij combineerde deze functie met die van gemeentesecretaris. In die periode zorgde hij voor de bouw van een nieuw gemeentehuis van Waddinxveen. Ook liet hij aan de Kerkweg een burgemeesterswoning, "De Beukenhof", bouwen. In 1887 legde hij zijn beide functies neer. Als gemeentesecretaris werd hij opgevolgd door zijn zoon Gerret, die overigens jaren later, in 1910, ook zou worden benoemd tot burgemeester van Waddinxveen.
Van Dort Kroon was gehuwd met Remke Elisabeth van der Poort. Hij overleed in oktober 1903 te Breda op 75-jarige leeftijd.